# Zebronia
Zebronia és un gènere d'arnes de la família Crambidae descrit per Jacob Hübner el 1821.

## Taxonomia
- Zebronia mahensis (T. B. Fletcher, 1910)
- Zebronia ornatalis Leech, 1889
- Zebronia phenice (Stoll in Cramer & Stoll, 1782)
- Zebronia trilinealis Walker, 1865
- Zebronia virginalis Viette, 1958

## Espècies antigues
- Zebronia mariaehelenae Legrand, 1966